# Farmacotecnia
Farmacotecnia (pharmakon = medicamento, techné = arte) también conocida como Tecnología Farmacéutica, es la ciencia que estudia las diversas manipulaciones a las que deben someterse las distintas materias primas, con el objetivo de darles la forma adecuada para poder ser administradas a los seres vivos, según la dosis e indicaciones preestablecidas por la experimentación clínica, o prescritas por el médico, el odontólogo o el veterinario. 
Es la ciencia que estudia las condiciones que deben reunir los medicamentos para su dispensación y las reglas a que debe hallarse sujeta su preparación racional y científica. J. F. de Casadevante
Se le conoce como tecnología farmacéutica, pues no solo abarca a la farmacología y sus ciencias conexas, también comprende todos los medios y procesos que se llevan a cabo durante la fabricación de medicamentos, cosméticos, productos médicos, domisanitarios y suplementos dietarios, preparación de formas sólidas, en polvo, líquidas, geles, ungüentos, cremas, y el uso de todo tipo de maquinaria para formularlas, manufacturarlas, esterilizarlas cuando corresponda, controlarlas y acondicionarlas para su correcta dispensación al público. 